# Thaumastoderma arcassonense
Thaumastoderma arcassonense är en djurart som tillhör fylumet bukhårsdjur, och som beskrevs av Jean-Loup d'Hondt 1965. Thaumastoderma arcassonense ingår i släktet Thaumastoderma och familjen Thaumastodermatidae. Inga underarter finns listade i Catalogue of Life.